# Kaufmotiv
Unter einem Kaufmotiv (oder Kaufmotivation) versteht man in der Markt- und Werbepsychologie ein Motiv, das einen Verbraucher dazu veranlasst, eine bestimmte Kaufentscheidung zu treffen und einen Kauf zu tätigen.
Kaufmotive sind rationale und/oder irrationale Beweggründe zur Anschaffung von Gütern oder zum Erwerb von Dienstleistungen. Kaufmotive gehören wie die Kundenstruktur zu den qualitativen Marktdaten, Marktanteile und Marktvolumen sind quantitative. Kaufmotive treffen auf äußere Kaufanreize, die neben dem Kaufrisiko und der Kaufintensität die Kaufentscheidung beeinflussen.

## Einzelne Kaufmotive

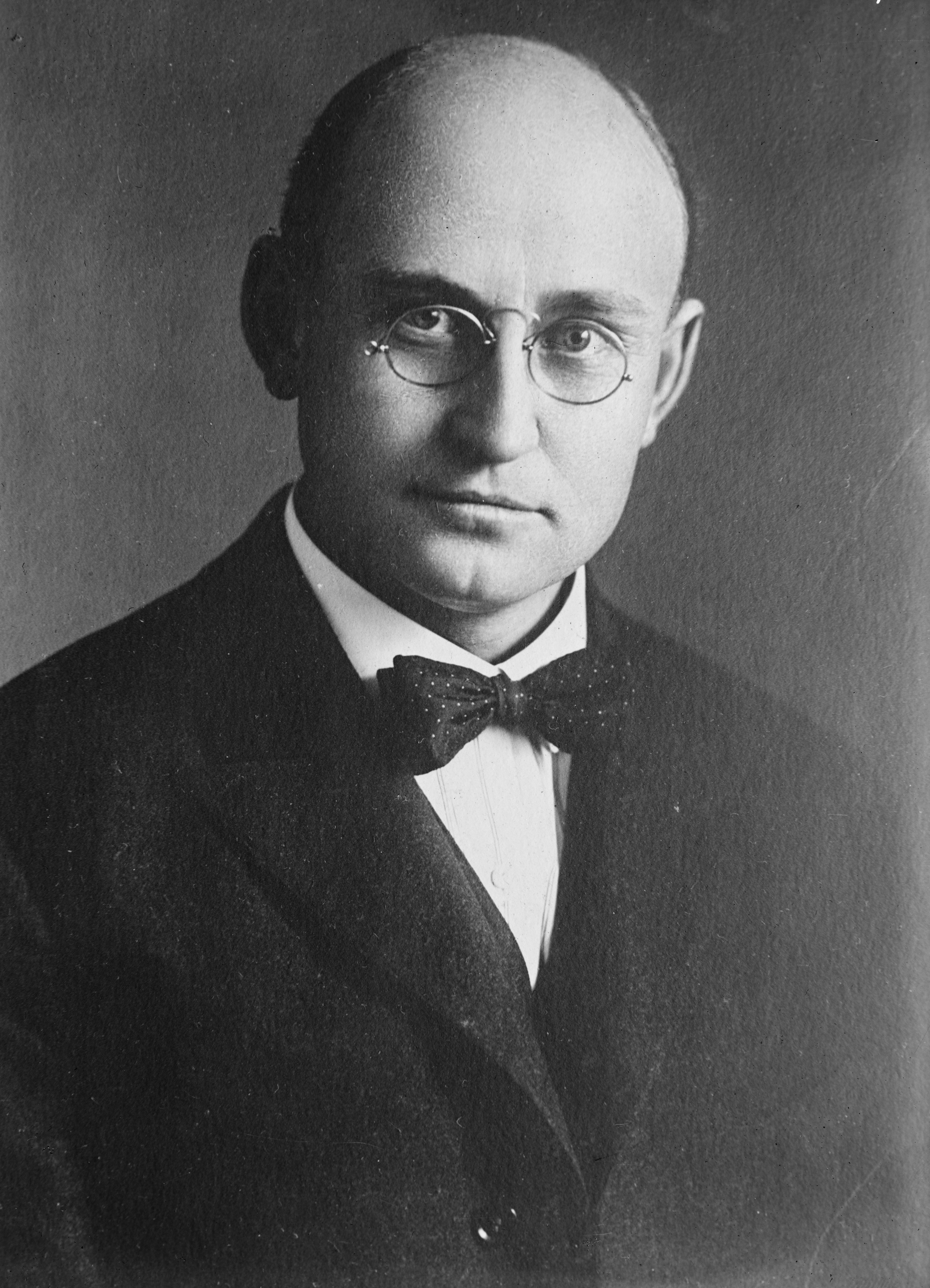
Harry Levi Hollingworth (1919)

Harry Levi Hollingworth (1880–1956) untersuchte 1914 als erster die Kaufmotive von Konsumenten, die durch folgende Beweggründe bei ihrer Kaufentscheidung am meisten beeinflusst werden (Reihenfolge nach der Bedeutung): Gesundheit, Sauberkeit/Hygiene, Fertigungstechnik, Zeitersparnis, Geschmack, Stärke der Wirkung, Sicherheit, Haltbarkeit, Produktqualität, Mode und Familie. Er befragte Männer und Frauen getrennt, wobei er herausfand, dass die erwähnten Kaufmotive von beiden Geschlechtern unterschiedlich gewichtet wurden. Seit dieser Untersuchung gelten Kaufmotive eher als empirisch beobachtbar und weniger als theoretisch ermittelbar.
Heute kennt die Konsumforschung insbesondere folgende Kaufmotive:
| rationale Kaufmotive             | emotionale Kaufmotive |
| -------------------------------- | --------------------- |
| Bedürfnisbefriedigung            |                       |
| Ertrag oder Gewinn erzielen      |                       |
| Kundennutzen bringen             |                       |
| Kosten sparen                    |                       |
| Komfort                          |                       |
| Produkt-/Dienstleistungsqualität |                       |
| Sicherheit                       |                       |
| Zeitersparnis                    |                       |
|                                  | Angst                 |
|                                  | Freiheit              |
|                                  | Gesundheit            |
|                                  | Home Bias             |
|                                  | Nachahmungstrieb      |
|                                  | Neugierde             |
|                                  | Sozialprestige        |
|                                  | Spaß                  |
|                                  | Statussymbol          |

Diese Kaufmotive erfüllen das Bedürfnis nach Anerkennung durch die Umwelt (Sozialprestige), das Bedürfnis nach Originalität („Der feine Mann trägt…“), das Bedürfnis nach Zugehörigkeit („Man trägt…“) oder das Bedürfnis, eine besondere Ausstrahlung zu besitzen („Die männliche/weibliche Note…“).
Im Bankwesen sind bei Finanzinstrumenten und Finanzprodukten sechs Kaufmotive feststellbar:
- Kapitalertrag/Gewinn/niedrige Transaktionskosten,
- Rationalisierung/Schnelligkeit/Bequemlichkeit,
- Sicherheit/Zuverlässigkeit,
- Ansehen/Geltung/Status,
- Neugierde/Spiellust,
- Gesundheit/Altersvorsorge.

Bei Versicherungsnehmern gibt es insbesondere die „Kaufmotive“ der Sicherheit in der Zukunft im Hinblick auf Einkommen und Vermögen, Absicherung gegen Krankheit und Unfälle, Existenzsicherung, Rechtsrisiken oder Altersvorsorge. Im Finanzwesen allgemein können diese Motive den drei hauptsächlichen Kaufmotiven Kapitalanlage, Risikoüberwälzung oder Spekulation zugeordnet werden.

## Arten
Unterschieden wird zuweilen zwischen antriebsgebundenen und zielgebundenen Kaufmotiven:
- Die antriebsgebundenen Motive hängen vom Antrieb des Verbrauchers ab. Sie kommen aus dem Inneren des Verbrauchers und drängen ihn (englisch push) dazu, etwas Bestimmtes zu kaufen.[9]
- Die zielgebundenen Motive führen zu einem von den persönlichen Zielen gesteuerten, gezielten Kauf, der überwiegend vom konkreten Bedarf und von den Eigenschaften des Angebots abhängt. Sie regen den Konsumenten zum Kauf an (englisch pull) und lösen einen Besitzwunsch aus.

Antriebs- und zielgebundene Motive sind nicht alternativ, sondern im Regelfall gemeinsam wirksam, können aber auch gegenseitig konfliktär sein. Bei Nahrungsmitteln kann der Hunger oder Durst drängen (push) und ein attraktives Produkt locken (pull). Beim Autokauf steht die Wirtschaftlichkeit dem Prestige gegenüber. Einzelne Zielgruppen weisen eine unterschiedliche Priorisierung der Kaufmotive auf.
Ferner wird zwischen positiven und negativen Kaufmotiven unterschieden:
- Positive Kaufmotive sind die von Hollingworth aufgezählten. Außerdem gehören heute zu den Kaufmotiven auch die sinnliche Belohnung (englisch taste it), intellektuelle Stimulation („Der Kampf gegen die Dummheit hat gerade erst begonnen“: Die Zeit) oder soziale Anerkennung („Für die wenigen, die mehr verlangen“).
- Negative Kaufmotive betreffen die Vermeidung eines Problems (etwa Übergewicht verhindern), Beseitigung eines Problems (Kopfschmerzen beseitigen), Unzufriedenheit mit dem bisherigen Produkt oder Ersatzbedarf (Vorrat aufgebraucht).

Negative Kaufmotive werden meist von „informativer Werbung“ angesprochen, denn sie soll darüber informieren, inwieweit ein beworbenes Produkt geeignet ist, Probleme zu beseitigen oder zu vermeiden.
Kaufmotive können entweder positiv oder negativ besetzt sein:
- Ein Kaufmotiv mit „positivem“ Vorzeichen veranlasst einen Verbraucher, einen Kauf als solchen zu tätigen (Konsum) oder eine Kaufentscheidung zu Gunsten eines bestimmten Herstellers oder Händlers bzw. einer bestimmten Marke zu treffen.
- Ein Kaufmotiv mit „negativem“ Vorzeichen veranlasst einen Verbraucher, einen Kauf als solchen zu unterlassen (Konsumverzicht, Konsumverweigerung) oder eine Kaufentscheidung zu Lasten eines bestimmten Herstellers oder Händlers bzw. einer bestimmten Marke zu treffen.

## Kaufmotiv und Kaufentscheidung
Die Gegenüberstellung von Kaufentscheidung und Kaufmotiven ermöglicht auch die Zuordnung von Produkten:
| Kaufentscheidung      | negatives Kaufmotiv             | positives Kaufmotiv          |
| --------------------- | ------------------------------- | ---------------------------- |
| niedriges Involvement | Diätbier, Kopfschmerztabletten  | Bier, Süßwaren               |
| hohes Involvement     | Computer, Versicherungsverträge | Pauschalreisen, Designermode |

Kopfschmerztabletten sollen Kopfschmerz beseitigen und sind deshalb ein negatives Kaufmotiv. Versicherungsverträge verhindern Risiken oder Schäden, eine Entscheidung hierüber erfordert umfassende Vorbereitung.
Das Kaufmotiv bestimmt einerseits, warum der Verbraucher den Kauf überhaupt tätigt (Art des Bedürfnisses) und andererseits, warum sich der Verbraucher – falls er bei seinem Kauf die Wahl zwischen mehreren Produkten hat – das Produkt eines bestimmten Herstellers oder Händlers bzw. einer bestimmten Marke gegenüber dem Produkt eines anderen Herstellers oder Händlers bzw. einer anderen Marke bevorzugt (Ladentreue, Markentreue, Produkttreue).
Bei einer Kaufentscheidung können mehrere Kaufmotive beteiligt sein. Harmonieren die Kaufmotive miteinander, begünstigen sie eine Kaufentscheidung; konkurrieren sie miteinander, erschweren oder blockieren sie die Kaufentscheidung. Im letzteren Fall muss der Verbraucher die Kaufmotive nach ihrer Intensität und der Bedeutung, die sie für ihn haben, gegeneinander abwägen. Führt das Abwägen zu keinem hinreichend zufriedenstellenden Ergebnis, stellt der Verbraucher den Kauf entweder zurück (vgl. z. B. Leap Frogging) oder gibt den Kauf auf.

## Wirtschaftliche Aspekte
Die Werbung kann Kaufmotive erheblich beeinflussen, wenn sie bestimmte Kaufmotive anspricht. Waren können etwa durch emotionale (irrationale) Konditionierung attraktiv gemacht werden. Verbraucher, die emotional handeln, haben emotionale Kaufmotive. Da schwaches Involvement mit einer geringen Bereitschaft zur bewussten und sorgfältigen Informationsverarbeitung einhergeht, sollte die Werbung bei diesen Zielgruppen emotionale Kaufmotive ansprechen. Werbung besteht deshalb aus „informativer“ (sachlicher) und/oder „emotionaler“ (transformierender) Werbung. Während die informative Werbung Daten liefert (technische Daten, Produkt- oder Dienstleistungsqualität, Funktionalität), soll emotionale Werbung den Konsum eines Produktes mit psychologischen Eigenschaften verknüpfen, die ein Konsument ohne diese Werbung nicht mit dem Produkt in Verbindung gebracht hätte (etwa Erotik mit Kraftfahrzeugen).
Die inneren Motive können durch Weckung der Neugier oder Selbstbelohnung angeregt werden. Kaufmotive sind relativ überdauernd, so dass das Konsumverhalten den Begriff Otto Normalverbraucher als Stereotyp für den Massenkonsum prägen konnte. Je stabiler das Kaufmotiv eines Verbrauchers ist und je mehr seiner Käufe von diesem Kaufmotiv geleitet sind, desto verlässlicher und berechenbarer wird der Verbraucher für den Hersteller oder Händler der gewählten (oder gemiedenen) Produkte (Kundentreue, Markentreue).